# AKB48、最近聞いたよね…〜一緒になんかやってみませんか?〜
『AKB48、最近聞いたよね…〜一緒になんかやってみませんか?〜』（エーケービーフォーティーエイト、さいきんきいたよね いっしょになんかやってみませんか）は、2022年10月5日（4日深夜）から2024年3月27日（26日深夜）までテレビ東京（テレ東）で放送されていたバラエティ番組で、AKB48の冠番組である。MCはひろゆき（西村博之）。

## 概要
2022年7月13日（12日深夜）から9月28日（27日深夜）までに放送されていた『AKB48、最近聞いたかも?〜一緒になんかやってみませんか?〜』を改題・リニューアルした番組である。前作に引き続き、ひろゆき（西村博之）がMCを務めている。
また前作に引き続き、番組内企画としてARスポーツの「HADO」でチーム対抗のリーグ戦『AKB48天下一HADO会』を開催し、その大会の様子を番組内で放送する。
ナレーションは前々番組『AKB48、最近聞いた?〜一緒になんかやってみませんか?〜』以降、主にメンバーの千葉恵里が務めていたが、2022年末からは他のメンバーおよび研究生が週替わりで担当している。
2024年4月から番組がパワーアップして『AKB48、最近聞いた!〜一緒にKYOUSOUしませんか?〜』が放送されている。

## 出演者
MC
- ひろゆき（西村博之）
- ひろゆこ - ひろゆきをアニメ化

レギュラー
- AKB48

ゲスト・その他出演者
- 鈴木勇次 （集英社『最強ジャンプ』副編集長） - #1
- 小路壮平 （『ONE PIECE学園』漫画家）- #1
- 金田正恵 （Maison KOSÉ 銀座[3]、コーセーのビューティースペシャリスト）- #3 - 5
- 石井勲（コーセーのメイクアップアーティスト） - #4 - 5
- 長谷川雄平（コーセー宣言部） - #5
- 水谷陽介（テレビ大阪編成局） - #8・11
- 加悦雅乃（猫作家） - #11
- 古川久美子（『ヨガジャーナル』編集長） - #16・19
- 宮澤成良（ヨガインストラクター・元乃木坂46） - #16 - 19
- 伊藤克己（伊藤農園） - #18
- 林諒太（BEACHEND CAFE・料理長） - #19
- 宮原清志郎（『FLASH』編集部） - #20
- 山内海渡（『FLASH』編集部） - #21
- 今西裕子（『じゃらん』ムックシリーズ編集長）- #22
- 伊藤賢二郎 （『FLASH』編集部・副編集長） - #22 ※VTR出演
- 辰昇 三代目（いわき絵のぼり吉田） - #24
- 高橋浩樹（独立行政法人中小企業基盤整備機構・理事） - #24
- マーラエ穂里（ダンシングチーム サブキャプテン） - #25
- 絹数忍（お食事酒処和・店主） - #25
- 山本一太（群馬県知事） - #25・27
- ひろゆき（西村博之） - #26 - 29
- 平井伸治（鳥取県知事） - #29
- 江口哲人（とっとりおかやま新橋館 アドバイザー） - #29
- 井上智之（ビストロカフェ ももてなし家・料理長） - #30
- 菅田正信（『Angling Salt』 編集長） - #32
- 小菅結香（丸十丸船・船長） - #32 - 34
- 小菅裕二（丸十丸船・結香の父親） - #32 - 34
- 小菅悦子（結香の母親） - #33 - 34
- 大石昌宏（静岡県スポーツ・文化観光部空港振興局長） - #38 ※VTR出演
- 牛島義之（アウトドア総合雑誌『ガルビィ』編集部） - #39
- 新橋拓也（アウトドアメーカー「ロゴスコーポレーション」） - #39
- 大里明（大洗観光協会会長） - #42
- 杉浦里紗（アクアワールド茨城県大洗水族館） -#42
- 飯塚礼寿（大洗磯前神社・禰宜） - #43
- 竹中有視（三和交通タクシードライバー） - #44 - 45
- パトラ美月（占い師・霊媒師） - #44 - 45
- うちだしんのすけ（カメラマン） - #50・52
- 立川周（テレビ東京アナウンサー）
  - 「秋の体育祭SP」の進行・実況 - #55 - 58
  - 「修学旅行第2弾」の進行 - #64 - 65
  - 「バレンタインスイーツ」の進行 - #70・76（未公開）
  - 「まるごとずっきー」の進行 - #71
  - 「AKB48 TEAM YOASOBI ODAIBA CUP」の実況 - #73
  - 「丸ごと“たお”」の進行 - #75
- 武藤十夢（AKB48 OG） - #64 - 65 ※サプライズゲストとして出演[4][5]
- 篠澤美早紀（文化服装学院・広報） - #67
- 青島萌（文化服装学院・学生デザイナー） - #67
- 黒田花音（文化服装学院・学生デザイナー） - #67
- 山口空叶夢（文化服装学院・学生デザイナー） - #67
- 窪田里咲（文化服装学院・学生デザイナー） - #67
- 立澤哲都（文化服装学院・学生デザイナー） - #67
- 長澤佑香 - #67
- 寄本健（渋谷ファッションウォーク事務局長） - #67
- 佐藤進（鶴ケ峰稲荷神社復興委員会） - #68
- 八木智美（占い師） - #68 - 69
- スーさん（景徳鎮副支配人） - #68
- 商増展（福楼のスタッフ） - #69
- 劉恕臣（熙金 九龍SPA 代表取締役） - #69
- 木村さん（熙金 九龍SPA 整体師） - #69
- かっちゃん（映像クリエイター） - #72
- 山地裕也（Dining33） - #73
- 大槻誠征（シティ・サーキット・東京ベイ スタッフ） - #73
- りょうたさん（パニックハウス） - #73
- カールさん（パニックハウス） - #73
- りょういちさん（パニックハウス） - #73

## 放送日程

### 2022年
| 回 | 放送日   | サブタイトル | 番組進行役 メンバー                                        | ナレーション | ロケ地メンバー （ロケ地） | その他 | 出典 備考 |
| -- | -------- | --- | ---------------------------------------------------------- | ------------ | --- | --- | --------- |
| 1  | 10月05日 | 【集英社とコラボ大作戦！】集英社の本社にAKB48メンバーが潜入！『最強ジャンプ』とのコラボにチャレンジ！副編集長に直接交渉！はたして結果は!? ▼天下一HADO会!! 激闘クライマックス!!                    | 倉野尾成美、行天優莉奈、向井地美音、山内瑞葵               | 千葉恵里     | 大盛真歩、小栗有以、倉野尾成美、佐藤美波 （集英社） | （天下一HADO会・チーム対抗戦） 上見天乃、大竹ひとみ、大盛真歩、行天優莉奈、倉野尾成美、田口愛佳、長友彩海、永野芹佳、永野恵、橋本陽菜、向井地美音、山内瑞葵 | [ 6 ]     |
| 2  | 10月12日 | 【沖縄ぶらり島散歩！】今回は雑誌とコラボ大作戦!! エッセイのネタを探しにメンバーが沖縄の神が宿るといわれる島をぶらり散歩 はたして成立するのか!? ▼天下一HADO会！ついに涙の最終決戦                  | 大盛真歩、千葉恵里、徳永羚海                               | 千葉恵里     | 大盛真歩、千葉恵里、山内瑞葵 （沖縄県・うるま市、浜比嘉島） | （天下一HADO大会優勝チームに贈られた沖縄旅行について紹介） 茂木忍、向井地美音、千葉恵里 （天下一HADO会・チーム対抗戦） 上見天乃、大竹ひとみ、大盛真歩、行天優莉奈、倉野尾成美、田口愛佳、長友彩海、永野芹佳、永野恵、橋本陽菜、向井地美音、山内瑞葵、太田有紀、橋本恵理子、平田侑希 | [ 7 ]     |
| 3  | 10月19日 | 【銀座のコスメサロンでプロのメイクに挑戦！】▼雑誌コラボ作戦！沖縄で神秘の島さんぽ ▼新曲「久しぶりのリップグロス」にちなみ銀座のコーセーさんへ！プロのメイクに挑戦 ▼天下一HADO会に驚きの進展が……!? | 大盛真歩、千葉恵里、徳永羚海向井地美音、千葉恵里、山内瑞葵 | 千葉恵里     | 大盛真歩、千葉恵里、山内瑞葵 （沖縄県・うるま市、浜比嘉島）千葉恵里、徳永羚海、茂木忍（東京都・銀座） | （山梨放送ラジオ冠特番収録） 左伴彩佳、橋本恵理子、布袋百椛、水島美結 （天下一HADO会 Season2・チーム対抗戦） 浅井七海（チームB・監督）、大盛真歩、岡田梨奈、小林蘭、鈴木くるみ、田口愛佳（チームK・監督）、馬嘉伶、向井地美音（チームA・監督）、武藤小麟、山内瑞葵、村山彩希、吉川七瀬（チーム4・コーチ） | [ 8 ]     |
| 4  | 10月26日 | 【プロに挑戦！スゴ技メイクにチャレンジ！】▼新曲「久しぶりのリップグロス」企画！銀座のコーセーさんを訪問！プロのスゴ技メイクアップ術を身につけられるのか!? ▼バチバチの熱戦！天下一HADO会!          | 向井地美音、千葉恵里、山内瑞葵                             | 千葉恵里     | 千葉恵里、徳永羚海、茂木忍（東京都・銀座） | （ピップエレキバンのイベント） 倉野尾成美、下尾みう （天下一HADO会 Season2・チーム対抗戦） 浅井七海（チームB・監督）、大盛真歩、岡田梨奈、小林蘭、鈴木くるみ、田口愛佳（チームK・監督）、馬嘉伶、向井地美音（チームA・監督）、武藤小麟、山内瑞葵、村山彩希、吉川七瀬（チーム4・コーチ）、平田侑希、布袋百椛、山﨑空 | [ 10 ]    |
| 5  | 11月02日 | 【武道館ライブ濃厚ドキュメンタリー！】久しぶり武道館ライブの裏側に密着！緊張のバックステージ、突然の発表と涙…永久保存版！超濃厚ドキュメンタリー！▼新展開の天下一HADO会も濃厚バトル！              | 向井地美音、千葉恵里、山内瑞葵 -                           | 千葉恵里     | 千葉恵里、徳永羚海、茂木忍（東京都・銀座） - | （18期オーディション募集） 佐藤綺星、平田侑希、布袋百椛 （密着! AKB48 60th Single「久しぶりのリップグロス」発売記念コンサート in 武道館 2022 3DAYS 密着DAY1） AKB48出演メンバー （天下一HADO会 Season2・チーム対抗戦） 浅井七海（チームB・監督）、大盛真歩、岡田梨奈、小林蘭、鈴木くるみ、田口愛佳（チームK・監督）、馬嘉伶、向井地美音（チームA・監督）、武藤小麟、山内瑞葵、村山彩希、吉川七瀬（チーム4・コーチ）、平田侑希、布袋百椛、山﨑空 | [ 11 ]    |
| 6  | 11月09日 | 【涙の武道館! 舞台裏濃厚ドキュメンタリー！】超濃厚! 武道館ライブドキュメンタリー！まさかの発表の連続に戸惑うメンバーたちその時、彼女たちは何を思ったのか…!? ▼レベルアップの熱戦！天下一HADO会     | -                                                          | 千葉恵里     | - | （18期オーディション募集） 浅井七海、岩立沙穂、佐藤美波、千葉恵里、中西智代梨、橋本陽菜 （AKB48 in 武道館 2022 密着DAY2） AKB48出演メンバー （天下一HADO会 Season2・チーム対抗戦） 小田えりな、川原美咲、倉野尾成美（チーム4・監督）、込山榛香、坂口渚沙（チームB・コーチ）、中西智代梨（チームA・コーチ）、服部有菜、左伴彩佳、茂木忍（チームK コーチ）、山田杏華、吉田華恋、吉橋柚花                                                          | [ 12 ]    |
| 7  | 11月16日 | 【武道館ライブ！超濃厚ドキュメンタリー！】武道館ライブの裏側！メンバーに超濃厚密着ドキュメンタリーの続きをお届け！汗と涙…まさかのドラマ…永久保存版！▼天下一HADO会！バチバチの大熱戦               | -                                                          | 千葉恵里     | - | （18期オーディション募集） （AKB48 in 武道館 2022 密着DAY3） AKB48出演メンバー （天下一HADO会 Season2・チーム対抗戦） 小田えりな、川原美咲、倉野尾成美（チーム4・監督）、込山榛香、坂口渚沙（チームB・コーチ）、中西智代梨（チームA・コーチ）、服部有菜、左伴彩佳、茂木忍（チームK コーチ）、山田杏華、吉田華恋、吉橋柚花、小濱心音、橋本恵理子、正鋳真優                                                                                       | [ 13 ]    |
| 8  | 11月23日 | 【秋色の京都へ…！地元民なりきり旅！】紅葉の季節…秋色の京都へ！大人気の名所も良いけど人混みを避け地元の方々に愛されているスポットへ！信長ゆかりの神社とは!?▼天下一HADO会！負けられない大熱戦       | -                                                          | 小林蘭       | 大盛真歩、小栗有以、田口愛佳、徳永羚海（京都市北区・建勲神社） | （エッセイスト大盛の新連載） 大盛真歩、小栗有以、田口愛佳、徳永羚海 （天下一HADO会 Season2・チーム対抗戦） 小田えりな、川原美咲、倉野尾成美（チーム4・監督）、込山榛香、坂口渚沙（チームB・コーチ）、中西智代梨（チームA・コーチ）、服部有菜、左伴彩佳、茂木忍（チームK コーチ）、山田杏華、吉田華恋、吉橋柚花 | [ 14 ]    |
| 9  | 11月30日 | 【秋の京都!!信長ゆかりの神社とは!?】秋色の京都へ！人混みを避け地元の方々に愛されているスポットを巡る旅の続き！織田信長を祀る神社!?さらに知られざる名所へ▼負けられない戦い！天下一HADO会！         | -                                                          | 千葉恵里     | 大盛真歩、小栗有以、田口愛佳、徳永羚海（京都市北区・建勲神社ほか） | （天下一HADO会 Season2・チーム対抗戦） 浅井七海（チームB・監督）、岩立沙穂、行天優莉奈、佐藤美波、千葉恵里、長友彩海、中西智代梨（チームA・コーチ）、橋本陽菜、茂木忍（チームK・コーチ）、山邊歩夢、山根涼羽、山邊歩夢、吉川七瀬（チーム4・コーチ）、佐藤綺星、平田侑希、布袋百椛 | [ 16 ]    |
| 10 | 12月07日 | 【京都へ!!タヌキだらけの清水寺!?】テレビ大阪とコラボ！京都の旅番組ロケ！人混みを避け地元の方々に愛されている（秘）スポットへ！タヌキだらけの清水寺!?▼天下一HADO会！優勝決定！白熱バトル           | -                                                          | 千葉恵里     | 大盛真歩、小栗有以、田口愛佳、徳永羚海（京都市左京区・狸谷山不動院） | （天下一HADO会 Season2・チーム対抗戦） 浅井七海（チームB・監督）、岩立沙穂、行天優莉奈、佐藤美波、千葉恵里、長友彩海、中西智代梨（チームA・コーチ）、橋本陽菜、茂木忍（チームK・コーチ）、山邊歩夢、山根涼羽、山邊歩夢、吉川七瀬（チーム4・コーチ） | [ 17 ]    |
| 11 | 12月13日 | 【京都の旅!!ネコだらけの寺とは!?】テレビ大阪とコラボ！京都の旅番組ロケ！人混みを避け地元の方々に愛されている（秘）スポットへ！謎のニャンニャン寺とは!?▼ブラボー！天下一HADO会                     | -                                                          | 千葉恵里     | 大盛真歩、小栗有以、田口愛佳、徳永羚海（京都市左京区・猫猫寺） | （AKB48劇場17周年特別記念公演） （天下一HADO会 Season2・チーム対抗戦） 大森美優、岡部麟、奥原妃奈子、倉野尾成美（チーム4・監督）、坂口渚沙（チームB・コーチ）、篠崎彩奈、田口愛佳（チームK・監督）、谷口めぐ、徳永羚海、中西智代梨（チームA・コーチ）、服部有菜、吉橋柚花 | [ 20 ]    |
| 12 | 12月21日 | 【密着!MV撮影の裏ガワ見せますin鳥取！】 チームKのMV撮影に密着！場所は鳥取県！穴場の名所を巡る「絶景映えを探せ」ツアー収録の裏ガワを見せちゃいます！▼激闘！天下一HADO会！勝ち進むのは!?            | -                                                          | 千葉恵里     | 市川愛美、上見天乃、大西桃香、奥原妃奈子、小田えりな、小林蘭、下口ひなな、髙橋彩音、田口愛佳、服部有菜、武藤十夢、茂木忍、山内瑞葵、山根涼羽、山邊歩夢、湯本亜美（鳥取県・北条砂丘〈北栄町〉） 大盛真歩、小栗有以、田口愛佳、徳永羚海（京都市北区・建勲神社、伏見区・まるもち家）                                                                                          | （テレビ愛知『FishingLover東海』ロケ） 大盛真歩、谷口めぐ （天下一HADO会 Season2・チーム対抗戦） 大森美優、岡部麟、奥原妃奈子、倉野尾成美（チーム4・監督）、坂口渚沙（チームB・コーチ）、篠崎彩奈、田口愛佳（チームK・監督）、谷口めぐ、徳永羚海、中西智代梨（チームA・コーチ）、服部有菜、吉橋柚花、小濱心音、畠山希美、山﨑空 | [ 22 ]    |
| 13 | 12月28日 | 【絶景映えを探せ！in鳥取！】“絶景映えを探せ！”鳥取の穴場の名所へ！砂丘だけじゃない映えスポットを巡ります!!チームKのMVも撮影！裏ガワに密着です▼大興奮！天下一HADO会！激熱バトル                    | -                                                          | 山﨑空       | 市川愛美、上見天乃、大西桃香、奥原妃奈子、小田えりな、小林蘭、下口ひなな、髙橋彩音、田口愛佳、服部有菜、濵咲友菜、武藤十夢、茂木忍、山内瑞葵、山根涼羽、山邊歩夢、湯本亜美（鳥取県・三朝温泉） 【ANAとのコラボ】浅井七海、坂口渚沙、佐藤美波、髙橋彩音、田口愛佳、千葉恵里、徳永羚海、濵咲友菜、山田杏華、吉川七瀬、橋本恵理子、平田侑希、布袋百椛、山﨑空（成田国際空港） | （天下一HADO会 Season2・チーム対抗戦） 岡田奈々、小田えりな、坂口渚沙（チームB・コーチ）、谷口めぐ、長友彩海、左伴彩佳、福岡聖菜、向井地美音（チームA・監督）、茂木忍（チームK・コーチ）、山田杏華、湯本亜美、吉川七瀬（チーム4・コーチ） | [ 26 ]    |

### 2023年
| 回 | 放送日   | サブタイトル | ナレーション | ロケ地メンバー （ロケ地） | その他 | 出典 備考        |
| -- | -------- | --- | ------------ | --- | --- | ---------------- |
| 14 | 01月11日 | 【絶景映えを探せツアー！in鳥取】“絶景映えを探せ！”鳥取の穴場ツアー！前回は温泉街を巡ったメンバーたち！はたして今回訪れるのは…!?密着大公開！▼天下一HADO会！バトルの行方は!?                                        | 水島美結     | 市川愛美、上見天乃、大西桃香、奥原妃奈子、小田えりな、小林蘭、下口ひなな、髙橋彩音、田口愛佳、服部有菜、濵咲友菜、武藤十夢、茂木忍、山内瑞葵、山根涼羽、山邊歩夢、湯本亜美（鳥取県倉吉市） | （天下一HADO会 Season2・チーム対抗戦） 岡田奈々、小田えりな、坂口渚沙（チームB・コーチ）、谷口めぐ、長友彩海、左伴彩佳、福岡聖菜、向井地美音（チームA・監督）、茂木忍（チームK・コーチ）、山田杏華、湯本亜美、吉川七瀬（チーム4・コーチ） | [ 27 ]           |
| 15 | 01月18日 | 【MV撮影密着！ついに完成！】鳥取の絶景&穴場でのMVロケに密着!!廃線のトンネルで、まさかのアクシデント!?はたして、どんな仕上がりになったのか!?▼柏木由紀が参戦！天下一HADO会！                                        | 山根涼羽     | 市川愛美、上見天乃、大西桃香、奥原妃奈子、小田えりな、小林蘭、下口ひなな、髙橋彩音、田口愛佳、服部有菜、濵咲友菜、武藤十夢、茂木忍、山内瑞葵、山根涼羽、山邊歩夢、湯本亜美（鳥取県倉吉市、三朝町） | （天下一HADO会 Season2・チーム対抗戦） 大西桃香、大盛真歩（チームB・コーチ代理）、小栗有以、柏木由紀、倉野尾成美（チーム4・監督）、小林蘭、込山榛香、田口愛佳（チームK・監督）、中西智代梨（チームA・コーチ）、向井地美音（チームA・監督）、村山彩希、吉川七瀬 | [ 29 ]           |
| 16 | 01月25日 | 【ヨガにチャレンジで大苦戦!?】AKB48のメンバーたちが応援してくれる企業や自治体を巻き込んでコラボ！今回は雑誌とコラボでヨガにチャレンジ！▼白熱バトル！天下一HADO会！                                                | 平田侑希     | 大西桃香、小栗有以、行天優莉奈、村山彩希 （東京都目黒区、神奈川県・三浦半島油壺） | （天下一HADO会 Season2・チーム対抗戦） 大西桃香、大盛真歩（チームB・コーチ代理）、小栗有以、柏木由紀、倉野尾成美（チーム4・監督）、小林蘭、込山榛香、田口愛佳（チームK・監督）、中西智代梨（チームA・コーチ）、向井地美音（チームA・監督）、村山彩希、吉川七瀬、佐藤綺星、布袋百椛、正鋳真優 （天下一HADO大会優勝チームに贈られたラジオ番組『HADO NIGHT！元気になるなる！チーム4ラジオ！』収録、bayfm ） 倉野尾成美 収録1本目メンバー：黒須遥香、長友彩海、高岡薫、吉川七瀬 収録2本目メンバー：歌田初夏、川原美咲、吉田華恋 収録3本目メンバー：岡田梨奈、行天優莉奈、坂川陽香、佐藤妃星、下尾みう 収録4本目メンバー：大森美優、佐々木優佳里、谷口めぐ、村山彩希 | [ 30 ]           |
| 17 | 02月01日 | 【絶景！ヨガにチャレンジ】AKB48のメンバーたちが応援してくれる企業や自治体を巻き込んでコラボ！今回は癒しの絶景ヨガの旅！はたして!?▼新展開!?天下一HADO会！                                                          | 正鋳真優     | 大西桃香、小栗有以、行天優莉奈、村山彩希 （東京都目黒区、神奈川県・三浦半島油壺） | （天下一HADO会 Final Season・チーム対抗戦 DAY1） 大西桃香、大盛真歩、黒須遥香、行天優莉奈、込山榛香、髙橋彩音、田口愛佳、千葉恵里、徳永羚海、橋本陽菜、馬嘉伶 | [ 32 ]           |
| 18 | 02月08日 | 【絶景!!畑でヨガ!?＆MV完成!?】AKB48のメンバーたちが応援してくれる企業や自治体を巻き込んでコラボ！なぜか畑で絶景ヨガ!?＆MVが完成!?▼裏側に密着!!白熱!!天下一HADO会                                                  | 小濱心音     | 大西桃香、小栗有以、行天優莉奈、村山彩希 （神奈川県三浦市・伊藤農園） | （天下一HADO会 Final Season・チーム対抗戦 DAY1） 大西桃香、大盛真歩、黒須遥香、行天優莉奈、込山榛香、髙橋彩音、田口愛佳、千葉恵里、徳永羚海、橋本陽菜、馬嘉伶 | [ 33 ]           |
| 19 | 02月15日 | 【ヨガの旅!!新鮮！三浦半島の幸！】AKB48のメンバーたちが応援してくれる企業や自治体を巻き込んでコラボ！絶景ヨガの旅!!新鮮野菜をいただき！▼天下一HADO会!!リーダーに密着！                                            | 奥原妃奈子   | 大西桃香、小栗有以、行天優莉奈、村山彩希 （神奈川県三浦市・BEACHEND CAFE） | （天下一HADO会 Final Season・チーム対抗戦 DAY2） 浅井七海、倉野尾成美、鈴木くるみ、長友彩海、福岡聖菜、藤園麗、向井地美音、武藤十夢、山内瑞葵、山根涼羽、吉川七瀬、吉橋柚花 | [ 35 ]           |
| 20 | 02月22日 | 【表紙撮影&MV撮影に密着！】AKB48のメンバーたちが応援してくれる企業や自治体を巻き込んでコラボ！雑誌と表紙撮影コラボ！＆MV撮影に密着！ ▼天下一HADO会!!熱闘の裏側！                                                  | 橋本恵理子   | 【ANAとのコラボ】浅井七海、坂口渚沙、佐藤美波、髙橋彩音、田口愛佳、千葉恵里、徳永羚海、濵咲友菜、山田杏華、吉川七瀬、橋本恵理子、平田侑希、布袋百椛、山﨑空 （成田国際空港）【光文社とのコラボ FLASH×17期研究生】 小栗有以、行天優莉奈、佐藤綺星、橋本恵理子、平田侑希、布袋百椛、正鋳真優 （アトリエリベラ、アルバートハウス練馬） | （天下一HADO会 Final Season・チーム対抗戦 DAY2） 浅井七海、倉野尾成美、鈴木くるみ、長友彩海、福岡聖菜、藤園麗、向井地美音、武藤十夢、山内瑞葵、山根涼羽、吉川七瀬、吉橋柚花 | [ 36 ]           |
| 21 | 03月01日 | 【MV撮影ドキュメント！＆表紙撮影！】AKB48のメンバーたちが応援してくれる企業や自治体を巻き込んでコラボ！MV撮影ドキュメント！＆表紙撮影 に密着！ ▼白熱バトル！天下一HADO会!!                                        | 布袋百椛     | 【ANAとのコラボ】浅井七海、坂口渚沙、佐藤美波、髙橋彩音、田口愛佳、千葉恵里、徳永羚海、濵咲友菜、山田杏華、吉川七瀬、橋本恵理子、平田侑希、布袋百椛、山﨑空 （成田国際空港）【光文社とのコラボ FLASH×17期研究生】 小栗有以、行天優莉奈、佐藤綺星、橋本恵理子、平田侑希、布袋百椛、正鋳真優 （アトリエリベラ、アルバートハウス練馬） | （ヒガナンアンバサダーのイベント告知） 山根涼羽 （天下一HADO会 Final Season・チーム対抗戦 DAY3 前半） 大盛真歩、大森美優、小田えりな、小林蘭、坂口渚沙、千葉恵里、長友彩海、左伴彩佳、福岡聖菜、村山彩希、山内瑞葵 | [ 38 ]           |
| 22 | 03月08日 | 【東京から一番近い東北の旅へ！＆密着！MV撮影！】AKB48のメンバーたちが応援してくれる企業や自治体を巻き込んでコラボ！今回は東北・福島の旅へ！MV撮影にも密着 ▼天下一HADO会!!優勝の行方は…!?                          | 畠山希美     | 【じゃらんとのコラボ】 大西桃香、大盛真歩、小栗有以、橋本陽菜 （福島県・勿来漁港）【ANAとのコラボ】浅井七海、坂口渚沙、佐藤美波、髙橋彩音、田口愛佳、千葉恵里、徳永羚海、濵咲友菜、山田杏華、吉川七瀬、橋本恵理子、平田侑希、布袋百椛、山﨑空 （成田国際空港）                                                                      | （天下一HADO会 Final Season・チーム対抗戦 DAY3 後半） 大盛真歩、大森美優、小田えりな、小林蘭、坂口渚沙、千葉恵里、長友彩海、左伴彩佳、福岡聖菜、村山彩希、山内瑞葵 （17期研究生 緊急招集） 17期研究生 | [ 40 ] [ 41 ]    |
| 23 | 03月15日 | 【映える！東北の旅！＆MV完成!?】AKB48のメンバーたちが応援してくれる企業や自治体を巻き込んでコラボ！▼福島の映えスポットへ！＆MV完成!?▼密着！天下一HADO会!!激闘の裏側                                               | 佐藤綺星     | 【ANAとのコラボ】浅井七海、坂口渚沙、佐藤美波、髙橋彩音、田口愛佳、千葉恵里、徳永羚海、濵咲友菜、山田杏華、吉川七瀬、橋本恵理子、平田侑希、布袋百椛、山﨑空 （成田国際空港）【じゃらんとのコラボ】 大西桃香、大盛真歩、小栗有以、橋本陽菜 （福島県・勿来海岸の二つ岩の鳥居）                                                        | （天下一HADO会 Final Season・チーム対抗戦 DAY4 前半戦・後半戦） 大盛真歩、行天優莉奈、黒須遥香、鈴木くるみ、田口愛佳、千葉恵里、永野恵、向井地美音、山内瑞葵、湯本亜美、吉川七瀬、吉橋柚花 | [ 41 ] [ 45 ]    |
| 24 | 03月22日 | 【のんびり…東北へ女子旅！】AKB48のメンバーたちが応援してくれる企業や自治体を巻き込んでコラボ！▼福島へ女子旅！＆謎イベントに潜入!?▼天下一HADO会!!白熱の決勝戦！                                                    | 太田有紀     | 【じゃらんとのコラボ】 大西桃香、大盛真歩、小栗有以、橋本陽菜 （福島県・いわき市・いわき絵のぼり吉田、スパリゾートハワイアンズ）【最先端技術を持つ中小企業コラボ探し】 大盛真歩、小栗有以、田口愛佳 （東京ビッグサイト） | （天下一HADO会 Final Season・チーム対抗戦 DAY4 前半戦・後半戦） 大盛真歩、行天優莉奈、黒須遥香、鈴木くるみ、田口愛佳、千葉恵里、永野恵、向井地美音、山内瑞葵、湯本亜美、吉川七瀬、吉橋柚花 | [ 41 ] [ 47 ]    |
| 25 | 03月29日 | 【東北のハワイへ女子旅!!】AKB48のメンバーたちが応援してくれる企業や自治体を巻き込んでコラボ！▼福島でハワイ満喫!?超映える!?海鮮丼▼激闘!!天下一HADO会!!密着舞台裏                                                   | 正鋳真優     | 【じゃらんとのコラボ】 大西桃香、大盛真歩、小栗有以、橋本陽菜 （福島県・いわき市・スパリゾートハワイアンズ、お食事酒処和）【癒しの草津♨プチ散歩】 大盛真歩、小栗有以、清水麻璃亜、千葉恵里、山内瑞葵、山﨑空 （群馬県・草津温泉）                                                                                                   | （天下一HADO会 Final Season・チーム対抗戦 DAY5 前半戦・後半戦） 大竹ひとみ、小田えりな、黒須遥香、坂口渚沙、篠崎彩奈、清水麻璃亜、下口ひなな、長友彩海、 福岡聖菜、村山彩希、山内瑞葵、山田杏華 | [ 50 ]           |
| 26 | 04月05日 | 【癒しの草津温泉へ！プチさんぽ旅】AKB48のメンバーたちが応援してくれる企業や自治体を巻き込んでコラボ！▼中小企業コラボ!?＆草津温泉さんぽ旅▼天下一HADO会!!史上初の事態が！                                           | 奥原妃奈子   | 【最先端技術を持つ中小企業コラボ探し】 大盛真歩、小栗有以、田口愛佳 （東京ビッグサイト）【癒しの草津♨プチ散歩】 大盛真歩、小栗有以、清水麻璃亜、千葉恵里、山内瑞葵、山﨑空 （群馬県・草津温泉） | （天下一HADO会 Final Season・チーム対抗戦 DAY5 前半戦・後半戦） 大竹ひとみ、小田えりな、黒須遥香、坂口渚沙、篠崎彩奈、清水麻璃亜、下口ひなな、長友彩海、 福岡聖菜、村山彩希、山内瑞葵、山田杏華 | [ 52 ]           |
| 27 | 04月12日 | 【癒しの草津温泉へ！プチさんぽ旅 完結編】AKB48のメンバーたちが応援してくれる企業や自治体を巻き込んでコラボ！▼癒しの草津プチ散歩ファイナル▼天下一HADO会DAY6 前半戦！                                               | 橋本恵理子   | 【癒しの草津♨プチ散歩】 大盛真歩、小栗有以、清水麻璃亜、千葉恵里、山内瑞葵、山﨑空 （群馬県・草津温泉） | （天下一HADO会 Final Season・チーム対抗戦 DAY6 前半戦・後半戦） 浅井七海、石綿星南、大盛真歩、大西桃香、奥原妃奈子、齋藤陽菜、佐藤妃星、谷口めぐ、永野芹佳、武藤小麟、武藤十夢、吉田華恋 | [ 54 ]           |
| 28 | 04月19日 | 【論破王を生んだ!?激安（秘）商店街ぶらりアピール散歩】AKB48のメンバーたちが応援してくれる企業や自治体を巻き込んでコラボ！▼下町の激安（秘）商店街アピールさんぽ▼天下一HADO会!!ラスト1秒の奇跡！                    | 山﨑空       | 【私をもっと知って選手権 前半戦】 下尾みう、徳永羚海、茂木忍、佐藤綺星 （東京都北区・十条銀座商店街） | （天下一HADO会 Final Season・チーム対抗戦 DAY6 前半戦・後半戦） 浅井七海、石綿星南、大盛真歩、大西桃香、奥原妃奈子、齋藤陽菜、佐藤妃星、谷口めぐ、永野芹佳、武藤小麟、武藤十夢、吉田華恋 | [ 56 ]           |
| 29 | 04月26日 | 【新企画！人気アンテナショップおねだり選手権】AKB48のメンバーたちが応援してくれる企業や自治体を巻き込んでコラボ！▼下町の激安（秘）商店街アピールさんぽ▼天下一HADO会!!総監督の秘策とは！                           | 水島美結     | 【私をもっと知って選手権 後半戦】 下尾みう、徳永羚海、茂木忍、佐藤綺星 （東京都北区・十条銀座商店街）【チームK とっとりのカニ食べ大使】 小林蘭、田口愛佳、山内瑞葵、山根涼羽、湯本亜美 （東京都港区新橋・とっとりおかやま新橋館）                                                                                                   | （AKB48劇場18期研究生お披露目公演） 柏木由紀、本田仁美、18期生 （AKB48 60th Single『どうしても君が好きだ』4月26日発売） （天下一HADO会 Final Season・チーム対抗戦 DAY7 前半戦） 大竹ひとみ、大盛真歩、小田えりな、奥原妃奈子、倉野尾成美、佐藤美波、下尾みう、永野恵、向井地美音、山根涼羽、吉川七瀬、吉橋柚花 | [ 58 ]           |
| 30 | 05月03日 | 【カニ!カニ!カニ!日本海グルメ満喫SP】AKB48のメンバーたちが応援してくれる企業や自治体を巻き込んでコラボ！▼お披露目！18期研究生（秘）密着ドキュメント▼天下一HADO会!!総監督VS申し子！                                | 平田侑希     | 【チームK とっとりのカニ食べ大使】 小林蘭、田口愛佳、山内瑞葵、山根涼羽、湯本亜美 （東京都港区新橋・とっとりおかやま新橋館） 【密着! 18期研究生 アイドルへの道】 柏木由紀、本田仁美、18期研究生全員 （AKB48劇場） | （天下一HADO会 Final Season・チーム対抗戦 DAY7 後半戦） 大竹ひとみ、大盛真歩、小田えりな、奥原妃奈子、倉野尾成美、佐藤美波、下尾みう、永野恵、向井地美音、山根涼羽、吉川七瀬、吉橋柚花 | [ 61 ]           |
| 31 | 05月10日 | 【チーム制が消失…新メンバー密着ドキュメントSP】AKB48のメンバーたちが応援してくれる企業や自治体を巻き込んでコラボ！▼新星誕生！18期研究生（秘）密着ドキュメント▼天下一HADO会!!得点王対決！                          | 長友彩海     | 【密着! 18期研究生 アイドルへの道】 柏木由紀、本田仁美、18期研究生全員 （AKB48劇場） | （天下一HADO会 Final Season・チーム対抗戦 DAY8 前半戦） 浅井七海、大西桃香、大盛真歩、小林蘭、佐藤妃星、千葉恵里、長友彩海、中西智代梨、武藤小麟、村山彩希、山内瑞葵、山田杏華 | [ 64 ]           |
| 32 | 05月17日 | 【相模湾の赤いダイヤモンドを狙え！釣り対決】AKB48のメンバーたちが応援してくれる企業や自治体を巻き込んでコラボ！▼勝者は人気雑誌の表紙！（秘）釣り対決 ▼天下一HADO会!!チームBが覚醒!?                               | 髙橋彩香     | 【真の釣り師は誰だ!?フィッシング48】 大盛真歩、込山榛香、髙橋彩香、谷口めぐ、永野芹佳、武藤小麟 （神奈川県・三浦市、相模湾） | （激動の2日間！春コンサート2023） （天下一HADO会 Final Season・チーム対抗戦 DAY8 後半戦） 浅井七海、大西桃香、大盛真歩、小林蘭、佐藤妃星、千葉恵里、長友彩海、中西智代梨、武藤小麟、村山彩希、山内瑞葵、山田杏華 | [ 66 ]           |
| 33 | 05月24日 | 【狙うは相模湾の赤いダイヤモンドを狙え！釣り対決】AKB48のメンバーたちが応援してくれる企業や自治体を巻き込んでコラボ！▼勝者は人気雑誌の表紙！（秘）海釣り対決▼天下一HADO会!!天才肌の小栗有以！                     | 大盛真歩     | 【真の釣り師は誰だ!?フィッシング48】 大盛真歩、込山榛香、髙橋彩香、谷口めぐ、永野芹佳、武藤小麟 （神奈川県・三浦市、相模湾） | （天下一HADO会 Final Season・チーム対抗戦 DAY9 前半戦） 岩立沙穂、大竹ひとみ、小栗有以、川原美咲、倉野尾成美、行天優莉奈、鈴木くるみ、髙橋彩音、田口愛佳、徳永羚海、向井地美音、湯本亜美 | [ 68 ] [ 注 52 ] |
| 34 | 05月31日 | 【チーム制が休止に…春コンサート2023に密着！】AKB48のメンバーたちが応援してくれる企業や自治体を巻き込んでコラボ！▼3年ぶりの声だしコンサートに密着！▼天下一HADO会!!スナイパー小栗誕生！                             | 武藤小麟     | 【海釣り対決!フィッシング48 O.A.されていない裏エピソード】 大盛真歩、込山榛香、髙橋彩香、谷口めぐ、永野芹佳、武藤小麟 （神奈川県三浦市） | （春コンサート2023 密着ドキュメンタリー1日目） AKB48出演メンバー （天下一HADO会 Final Season・チーム対抗戦 DAY9 後半戦） 岩立沙穂、大竹ひとみ、小栗有以、川原美咲、倉野尾成美、行天優莉奈、鈴木くるみ、髙橋彩音、田口愛佳、徳永羚海、向井地美音、湯本亜美 | [ 72 ]           |
| 35 | 06月07日 | 【9年間のありがとう！休止するチーム涙と絆の物語】AKB48のメンバーたちが応援してくれる企業や自治体を巻き込んでコラボ！▼チーム8…休止コンサートの裏側に密着！▼天下一HADO会!!スナイパー小栗誕生！                      | 髙橋彩香     | - | （チーム8活動休止前コンサートドキュメンタリー） チーム8出演メンバー （天下一HADO会 Final Season・チーム対抗戦 DAY10 前半戦・後半戦） 大盛真歩、大森美優、小田えりな、行天優莉奈、小林蘭、篠崎彩奈、千葉恵里、永野芹佳、橋本陽菜、山内瑞葵、吉橋柚花、谷口めぐ | [ 75 ]           |
| 36 | 06月14日 | 【チーム8活動休止前コンサートが完結…涙と絆の物語】AKB48のメンバーたちが応援してくれる企業や自治体を巻き込んでコラボ！▼さよならじゃない…チーム8の9年の想い ▼天下一HADO会!大盛VS千葉！親友対決                      | 吉川七瀬     | - | （チーム8活動休止前コンサートドキュメンタリー） チーム8出演メンバー （天下一HADO会 Final Season・チーム対抗戦 DAY10 前半戦・後半戦） 大盛真歩、大森美優、小田えりな、行天優莉奈、小林蘭、篠崎彩奈、千葉恵里、永野芹佳、橋本陽菜、山内瑞葵、吉橋柚花、谷口めぐ | [ 77 ]           |
| 37 | 06月21日 | 【裏エピソード大公開!番組愛No.1は誰?クイズAKB48】メンバーしか知らない（秘）エピソードを大公開!番組愛No.1を競うクイズAKB48…親友の千葉恵里が大暴露！大盛真歩は○○しない!!…小栗有以がなぜか反省…                      | 向井地美音   | - | （特別企画 番組愛No.1決定戦! クイズ!AKB48 前半戦） 岩立沙穂、大盛真歩、小栗有以、行天優莉奈、田口愛佳、谷口めぐ、千葉恵里、武藤小麟、茂木忍、山内瑞葵 | [ 79 ]           |
| 38 | 06月28日 | 【裏エピ大公開！番組愛No.1チームは?クイズAKB48】メンバーしか知らない（秘）エピソードを大公開! 番組愛No.1を競うクイズAKB48完結編… 千葉恵里がすっぴん！まさかの理由… 谷口めぐアイドル人生が終わる顔…                | 倉野尾成美   | - | （特別企画 番組愛No.1決定戦! クイズ!AKB48 後半戦） 岩立沙穂、大盛真歩、小栗有以、行天優莉奈、田口愛佳、谷口めぐ、千葉恵里、武藤小麟、茂木忍、山内瑞葵 （天下一HADO会 Final Season・チーム対抗戦 DAY11 特別編） 小濱心音、布袋百椛、山﨑空 | [ 82 ]           |
| 39 | 07月05日 | 【研究生とキャンプしよ!有名アウトドア雑誌コラボ】AKB48が応援してくれる企業や自治体を巻き込んでコラボ! ▼17期研究生が夏キャンプでばかウマい料理対決 ▼天下一HADO会！総合優勝決定戦ラスト1チーム                      | 髙橋彩香     | 【17期研究生キャンプ】 佐藤綺星、橋本恵理子、畠山希美、平田侑希、布袋百椛、水島美結 （埼玉県飯能市・ケニーズ・ファミリー・ビレッジ） | （天下一HADO会 Final Season・チーム対抗戦 DAY11） 浅井七海、小田えりな、大西桃香、行天優莉奈、佐藤美波、下尾みう、鈴木くるみ、田口愛佳、谷口めぐ、中西智代梨、向井地美音、武藤小麟 | [ 84 ]           |
| 40 | 07月12日 | 【5か月間（秘）バトル！今夜優勝チーム決定！】天下一HADO会! 総合優勝決定戦を制したのはどのチームか? タレント揃いで右肩上がりのチームB? 逆境の田口率いるチームK? ▽チームAVSチーム4のビリ対決も                      | 倉野尾成美   | - | （天下一HADO会 Final Season・チーム対抗戦 DAY12） 浅井七海、大西桃香、大盛真歩、奥原妃奈子、小栗有以、小田えりな、柏木由紀、行天優莉奈、倉野尾成美、黒須遥香、小林蘭、込山榛香、齋藤陽菜、佐藤美波、下尾みう、下口ひなな、鈴木くるみ、田口愛佳、谷口めぐ、千葉恵里、長友彩海、永野芹佳、橋本陽菜、福岡聖菜、道枝咲、向井地美音、武藤小麟、村山彩希、山内瑞葵、山田杏華、山根涼羽、吉川七瀬 | [ 88 ]           |
| 41 | 07月19日 | 【17期研究生MV大公開!&CM裏側密着SP】AKB48が応援してくれる企業や自治体を巻き込んでコラボ! ▼17期研究生の夏キャンプ（秘）MV公開！ ▼CM撮影の裏側に密着！▼天下一HADO会がパワーアップ！                                 | 橋本陽菜     | 【17期研究生キャンプ】 佐藤綺星、橋本恵理子、畠山希美、平田侑希、布袋百椛、水島美結 （埼玉県飯能市・ケニーズ・ファミリー・ビレッジ） | （チームBご褒美CMの裏側） チームB出演メンバー、大竹ひとみ、馬嘉伶、道枝咲、吉橋柚花 （超天下一HADO会 新チーム対抗戦 DAY1） 大盛真歩、奥原妃奈子、坂口渚沙、谷口めぐ、千葉恵里、徳永羚海、向井地美音、湯本亜美、山邊歩夢、佐藤綺星、橋本恵理子、正鋳真優 | [ 90 ]           |
| 42 | 07月26日 | 【沖縄で水着グラビア大公開＆アイドル修学旅行SP】AKB48が応援してくれる企業や自治体を巻き込んでコラボ! ▼鈴木くるみ水着グラビア撮影 ▼コロナで叶えられなかった修学旅行が実現！アイドルの素が出る旅                    | 髙橋彩香     | 【修学旅行で出来なかった夢を叶える旅】 鈴木くるみ、田口愛佳、千葉恵里、山田杏華、山根涼羽、山﨑空 （茨城県東茨城郡大洗町） | （鈴木くるみ グラビア撮影in 沖縄） 鈴木くるみ （超天下一HADO会 新チーム対抗戦 DAY1） 大盛真歩、奥原妃奈子、坂口渚沙、谷口めぐ、千葉恵里、徳永羚海、向井地美音、湯本亜美、山邊歩夢、佐藤綺星、橋本恵理子、正鋳真優 | [ 92 ]           |
| 43 | 08月02日 | 【アイドルだらけの修学旅行で枕投げSP】▼コロナで叶えられなかった夢を実現する修学旅行！（1）魚嫌いも絶賛！とれたて海鮮（2）旅館の夜は枕投げ                                                                         | 山根涼羽     | 【修学旅行で出来なかった夢を叶える旅】 鈴木くるみ、田口愛佳、千葉恵里、山田杏華、山根涼羽、山﨑空 （茨城県東茨城郡大洗町） | （超天下一HADO会 新チーム対抗戦 DAY1） 大盛真歩、奥原妃奈子、坂口渚沙、谷口めぐ、千葉恵里、徳永羚海、向井地美音、湯本亜美、山邊歩夢、佐藤綺星、橋本恵理子、正鋳真優 | [ 94 ]           |
| 44 | 08月09日 | 【真夏に涼しい恐怖のツアー！ハプニングSP】▼NGなしを公言するメンバーが恐怖の（秘）ツアーへ！▼超天下一HADO会で名監督田口愛佳が誕生！                                                                                | 田口愛佳     | 【真夏にアイドル絶叫! ガチ恐怖ツアー】 下尾みう、鈴木くるみ、山内瑞葵、山根涼羽 （東京都内） | （超天下一HADO会 新チーム対抗戦 DAY2） 大盛真歩、大森美優、小田えりな、鈴木くるみ、髙橋彩音、田口愛佳、谷口めぐ、千葉恵里、長友彩海、永野芹佳、茂木 忍、吉橋柚花 | [ 97 ]           |
| 45 | 08月16日 | 【真夏に涼しい恐怖のツアー！ハプニングSP】▼NGなしを公言するメンバーが恐怖の（秘）ツアーへ！▼超天下一HADO会で名監督田口愛佳が誕生！                                                                                | 武藤小麟     | 【真夏にアイドル絶叫! ガチ恐怖ツアー】 下尾みう、鈴木くるみ、山内瑞葵、山根涼羽 （東京都内） | （超天下一HADO会 新チーム対抗戦 DAY2） 大盛真歩、大森美優、小田えりな、鈴木くるみ、髙橋彩音、田口愛佳、谷口めぐ、千葉恵里、長友彩海、永野芹佳、茂木 忍、吉橋柚花 | [ 99 ]           |
| 46 | 08月23日 | 【総監督の涙！チームA現体制ラストコンサートに密着】2005年1期生でスタートしたチームA！17年以上の歴史を持つチームの現体制ラストコンサートに密着！向井地美音キャプテンのセットリストに込めた想いとは？そして、涙…    | 福岡聖菜     | - | （チームA現体制ファイナルコンサートに密着） チームA （超天下一HADO会 新チーム対抗戦 DAY2） 大盛真歩、大森美優、小田えりな、鈴木くるみ、髙橋彩音、田口愛佳、谷口めぐ、千葉恵里、長友彩海、永野芹佳、茂木 忍、吉橋柚花 | [ 101 ]          |
| 47 | 08月30日 | 【ザ体育会系！チームK現体制ラストコンサートに密着】体育会系チームKの現体制ラストコンサートに密着！田口愛佳キャプテンが厳選！13曲ノンストップの鬼セットリスト!!あの卒業メンバーが号泣…メンバー全員の想いとは？     | 田口愛佳     | - | （現チームKファイナルコンサートに密着） チームK （超天下一HADO会 新チーム対抗戦 DAY3） 浅井七海、大西桃香、岡田梨奈、行天優莉奈、佐藤美波、馬嘉伶、山根涼羽、山邊歩夢、吉川七瀬 | [ 104 ]          |
| 48 | 09月06日 | 【柏木由紀チームBラストコンサートに密着】「チームBとは私！」16年間チームB一筋！柏木由紀の現体制ラストコンサートに密着！柏木の想いを受け継ぐメンバーとは？「可愛いチームBのまま笑顔で終わりたい…」                 | 浅井七海     | - | （62ndシングル『アイドルなんかじゃなかったら』MV公開） AKB48選抜メンバー （現チームBファイナルコンサートに密着） チームB （超天下一HADO会 新チーム対抗戦 DAY3） 浅井七海、大西桃香、岡田梨奈、行天優莉奈、佐藤美波、馬嘉伶、山根涼羽、山邊歩夢、吉川七瀬、太田有紀、小濱心音、畠山希美 | [ 106 ]          |
| 49 | 09月13日 | 【唯一無二！チーム4現体制ラストコンサートに密着】一番フレッシュなチーム「チーム4」！キャプテン倉野尾成美が掲げた「若さだけじゃない唯一無二のセットリスト」とは？卒業メンバー最後の晴れ舞台にも完全密着！！        | 下尾みう     | - | （現チーム4ファイナルコンサートに密着） チーム4 （超天下一HADO会 新チーム対抗戦 DAY3） 浅井七海、大西桃香、岡田梨奈、行天優莉奈、佐藤美波、馬嘉伶、山根涼羽、山邊歩夢、吉川七瀬、太田有紀、小濱心音、畠山希美 | [ 108 ]          |
| 50 | 09月20日 | 【静岡の日本一スポットで日本一のアイドルになる旅】富士山！お茶！マグロ！静岡県の日本一スポットで日本一のアイドルになるための極意を学ぶ旅！！日本一の長さ400mのアレの上でアイドル絶叫！！504億円の日本一〇〇を堪能 | 谷口めぐ     | 【日本一を学ぶ in 静岡】 田口愛佳、谷口めぐ、橋本陽菜、武藤小麟 （静岡県三島市、焼津市） | （62ndシングル『アイドルなんかじゃなかったら』MV公開） AKB48選抜メンバー （超天下一HADO会 新チーム対抗戦 DAY4） 大竹ひとみ、大盛真歩、黒須遥香、篠崎彩奈、谷口めぐ、向井地美音、武藤小麟、山内瑞葵、吉橋柚花 | [ 111 ]          |
| 51 | 09月27日 | 【アイドルが恋する禁断のMVに密着SP】62枚目の新曲「アイドルなんかじゃなかったら」MV撮影に密着！センター小栗有以と選抜メンバーに「もしアイドルじゃなかったら？」と禁断の質問…驚愕の答えが!?                         | 大盛真歩     | - | （62ndシングル『アイドルなんかじゃなかったら』MV撮影の裏側に密着） AKB48選抜メンバー （超天下一HADO会 新チーム対抗戦 DAY4） 大竹ひとみ、大盛真歩、黒須遥香、篠崎彩奈、谷口めぐ、向井地美音、武藤小麟、山内瑞葵、吉橋柚花、小濱心音、平田侑希、布袋百椛 | [ 113 ]          |
| 52 | 10月04日 | 【静岡で日本一の極意を学ぶアイドル日本一旅】富士山！お茶！マグロ！静岡県の日本一スポットで日本一のアイドルになるための極意を学ぶ旅！！日本一広い！東京ドーム約3000個分の○○でアイドルの本性さらけ出しバトル        | 谷口めぐ     | 【日本一を学ぶ in 静岡】 田口愛佳、谷口めぐ、橋本陽菜、武藤小麟 （静岡県焼津市、島田市、富士山静岡空港） | （超天下一HADO会 新チーム対抗戦 DAY5） 篠崎彩奈、鈴木くるみ、田口愛佳、徳永羚海、永野芹佳、橋本陽菜、福岡聖菜、向井地美音、山根涼羽 | [ 116 ]          |
| 53 | 10月11日 | 【秋に爽やかな汗をかいて汗だくだくなアイドルにSP】【女性らしい体を作る滝汗○○】や【無重力で汗をかく空中○○】などアイドルが爽やかな汗をかく新企画が発動！汗だくだくのアイドルは心も身体も美しい！！                  | 山内瑞葵     | 【秋に爽やかな汗をかいて汗だくだくなアイドルに密着SP】 行天優莉奈、鈴木くるみ、田口愛佳、徳永羚海 （東京都内） | （超天下一HADO会 新チーム対抗戦 DAY5） 篠崎彩奈、鈴木くるみ、田口愛佳、徳永羚海、永野芹佳、橋本陽菜、福岡聖菜、向井地美音、山根涼羽、佐藤綺星、畠山希美、正鋳真優 | [ 118 ]          |
| 54 | 10月18日 | 【秋に汗だくだくな爽やかアイドルに密着SP】【無重力で汗をかく！空中○○】や【世界一高温多湿!?な○○】などアイドルが爽やかな汗をかく新企画の後編！汗だくだくのアイドルは心も身体も美しい！                              | 浅井七海     | 【秋に爽やかな汗をかいて汗だくだくなアイドルに密着SP】 行天優莉奈、鈴木くるみ、田口愛佳、徳永羚海 （東京都内） | （超天下一HADO会 新チーム対抗戦 DAY6） 岩立沙穂、岡部麟、小田えりな、齋藤陽菜、下尾みう、篠崎彩奈、鈴木くるみ、長友彩海、馬嘉伶、村山彩希、山内瑞葵、吉橋柚花 | [ 121 ]          |
| 55 | 10月25日 | 【ニュースター爆誕！アイドルだらけの秋の体育祭SP】【秋の体育祭SP】常連メンバーからレアメンバーまで16名が4人1組に分かれチーム対抗戦！キャプテン選出の50m走から大波乱！1番足が早いアイドルは誰だ？                  | 鈴木くるみ   | 【秋の体育祭SP】 大盛真歩、黒須遥香、鈴木くるみ、谷口めぐ、徳永羚海、長友彩海、永野芹佳、橋本陽菜、武藤小麟、山田杏華、山根涼羽、佐藤綺星、橋本恵理子、水島美結、新井彩永、迫由芽実 （千葉県君津市・CAMPiece君津） | （超天下一HADO会 新チーム対抗戦 DAY6） 岩立沙穂、岡部麟、小田えりな、齋藤陽菜、下尾みう、篠崎彩奈、鈴木くるみ、長友彩海、馬嘉伶、村山彩希、山内瑞葵、吉橋柚花 | [ 123 ]          |
| 56 | 11月1日  | 【本気（マジ）バトル！秋の体育祭SP＆柏木卒業速報】【秋の体育祭SP】常連メンバーから研究生まで16名が4人1組に分かれチーム対抗戦！玉入れ！パン食い競争！借り物競争！本気（マジ）バトルは美しい！                      | 橋本恵理子   | 【秋の体育祭SP】 大盛真歩、黒須遥香、鈴木くるみ、谷口めぐ、徳永羚海、長友彩海、永野芹佳、橋本陽菜、武藤小麟、山田杏華、山根涼羽、佐藤綺星、橋本恵理子、水島美結、新井彩永、迫由芽実 （千葉県君津市・CAMPiece君津） | （「武道館3DAYSに完全密着」予告） （超天下一HADO会 新チーム対抗戦 DAY7） 岩立沙穂、小栗有以、倉野尾成美、田口愛佳、谷口めぐ、徳永羚海、長友彩海、福岡聖菜、山根涼羽 | [ 126 ]          |
| 57 | 11月8日  | 【大繩！綱引き！リレー！本気バトル秋の体育祭SP】常連メンバーから研究生まで16名が4人1組に分かれチーム対抗戦！（秘）大縄跳び！綱引き！対抗リレー！本気（マジ）バトルは最高潮！                                      | 佐藤綺星     | 【秋の体育祭SP】 大盛真歩、黒須遥香、鈴木くるみ、谷口めぐ、徳永羚海、長友彩海、永野芹佳、橋本陽菜、武藤小麟、山田杏華、山根涼羽、佐藤綺星、橋本恵理子、水島美結、新井彩永、迫由芽実 （千葉県君津市・CAMPiece君津） | （超天下一HADO会 新チーム対抗戦 DAY7） 岩立沙穂、小栗有以、倉野尾成美、田口愛佳、谷口めぐ、徳永羚海、長友彩海、福岡聖菜、山根涼羽、佐藤綺星、橋本恵理子、正鋳真優 | [ 128 ]          |
| 58 | 11月15日 | 【秋の体育祭が完全決着SP！優勝チームはどこだ？】16名が全10競技で本気バトル【秋の体育祭】優勝チームは…速さの情熱ストロベリー？パワーのランウェイか？チーム優勝がまくるのか？屋内で強い元気ちゃんズか？             | 谷口めぐ     | 【秋の体育祭SP】 大盛真歩、黒須遥香、鈴木くるみ、谷口めぐ、徳永羚海、長友彩海、永野芹佳、橋本陽菜、武藤小麟、山田杏華、山根涼羽、佐藤綺星、橋本恵理子、水島美結、新井彩永、迫由芽実 （千葉県君津市・CAMPiece君津） | （超天下一HADO会 新チーム対抗戦 DAY8） 浅井七海、柏木由紀、大盛真歩、岡田梨奈、齋藤陽菜、佐藤美波、鈴木くるみ、向井地美音、村山彩希、太田有紀、小濱心音、平田侑希 | [ 131 ]          |
| 59 | 11月22日 | 【柏木由紀が卒業発表！激動の武道館に完全密着SP】AKB48に17年間を捧げた柏木由紀が卒業発表…激動の武道館コンサート1日目に完全密着！なぜこの日なのか？柏木由紀が語る「今のAKB48が1番好き」な理由とは？                 | 向井地美音   | - | （武道館コンサートDAY1裏側に密着） AKB48出演メンバー （超天下一HADO会 新チーム対抗戦 DAY8） 浅井七海、柏木由紀、大盛真歩、岡田梨奈、齋藤陽菜、佐藤美波、鈴木くるみ、向井地美音、村山彩希、太田有紀、小濱心音、平田侑希 | [ 133 ]          |
| 60 | 11月29日 | 【柏木由紀の後継者＆劇場公演曲リクエストアワー】武道館DAY2は劇場公演曲リクエストアワー30！！劇場に1000回以上たつ村山彩希の想いとは？メンバーの構成は？そして、柏木由紀が認める柏木イズムの後継者が明らかに！      | 大盛真歩     | - | （武道館コンサートDAY2劇場公演曲リクエストアワーに密着） AKB48出演メンバー （超天下一HADO会 新チーム対抗戦 DAY9） 大西桃香、大盛真歩、小田えりな、行天優莉奈、下口ひなな、千葉恵里、武藤小麟、山内瑞葵、山根涼羽 | [ 136 ]          |
| 61 | 12月6日  | 【本田仁美ラスト武道館＆未来へ向けた新体制に密着】武道館DAY3は未来へ向けた新しい形がテーマ！趣味、誕生日、クジ引きなど新しいユニットが続々！そして、本田仁美のラスト武道館に密着…本田仁美の未来とは？             | 小栗有以     | - | （武道館コンサートDAY3 最終日 裏側に密着） AKB48出演メンバー （超天下一HADO会 新チーム対抗戦 DAY9） 大西桃香、大盛真歩、小田えりな、行天優莉奈、下口ひなな、千葉恵里、武藤小麟、山内瑞葵、山根涼羽、佐藤綺星、畠山希美、布袋百椛 | [ 138 ]          |
| 62 | 12月13日 | 【大人のやりたい夢を叶える修学旅行in小田原＆箱根】大人なメンバーが修学旅行でやりたい事を叶える旅in小田原＆箱根！「食べ歩き」「映え写真」「神社仏閣」などなど大人ならではの楽しみ方でテンションMAXです！           | 橋本陽菜     | 大盛真歩、小田えりな、橋本陽菜、向井地美音、茂木忍、山根涼羽（神奈川県小田原市・箱根町） | （超天下一HADO会 新チーム対抗戦 DAY9） 大西桃香、大盛真歩、小田えりな、行天優莉奈、下口ひなな、千葉恵里、武藤小麟、山内瑞葵、山根涼羽、佐藤綺星、畠山希美、布袋百椛 | [ 140 ]          |
| 63 | 12月20日 | 【大人のやりたい夢を叶える修学旅行in小田原＆箱根】大人なメンバーが修学旅行でやりたい事を叶える旅in小田原＆箱根！「地の海鮮BBQ」「絶叫マシーン」「温泉宿」でアイドルの素顔が垣間見れます！！                       | 山根涼羽     | 大盛真歩、小田えりな、橋本陽菜、向井地美音、茂木忍、山根涼羽（神奈川県小田原市・箱根町） | （超天下一HADO会 新チーム対抗戦 DAY10） 岩立沙穂、大西桃香、岡田梨奈、岡部麟、谷口めぐ、千葉恵里、徳永羚海、向井地美音、吉橋柚花、橋本恵理子、水島美結、山﨑空 | [ 143 ]          |
| 64 | 12月27日 | 【柏木由紀初センター密着＆大人の修学旅行！夜の部】柏木由紀ついに単独初センター！選抜発表に密着！▽大人の修学旅行in箱根夜の部…卒業する茂木さんにメンバーが自慢の特技を披露！サヨナラ茂木さん！宴会芸SP！            | 篠崎彩奈     | 大盛真歩、小田えりな、佐々木優佳里、橋本陽菜、福岡聖菜、向井地美音、茂木忍、山根涼羽（神奈川県箱根町・箱根小涌園） | （63rdシングル選抜発表密着） AKB48 （超天下一HADO会 新チーム対抗戦 DAY11） 大西桃香、大竹ひとみ、大盛真歩、小田えりな、込山榛香、下口ひなな、谷口めぐ、千葉恵里、橋本陽菜、本田仁美、向井地美音、村山彩希 | [ 147 ]          |

### 2024年
| 回 | 放送日  | サブタイトル | ナレーション | ロケ地メンバー （ロケ地）                                                                                          | その他 | 出典 備考 |
| -- | ------- | --- | ------------ | --- | --- | --------- |
| 65 | 1月10日 | 【大人の修学旅行夜の部サヨナラ茂木さん大宴会SP】▽卒業する茂木さんにメンバーが自慢の特技を披露！【サヨナラ茂木さん！宴会芸SP】とあるメンバー発の特技からなぜか全員でガチバトルへ！そして、茂木さん涙…         | 武藤小麟     | 大盛真歩、小田えりな、佐々木優佳里、橋本陽菜、福岡聖菜、向井地美音、茂木忍、山根涼羽（神奈川県箱根町・箱根小涌園） | （超天下一HADO会 新チーム対抗戦 DAY11） 大西桃香、大竹ひとみ、大盛真歩、小田えりな、込山榛香、下口ひなな、谷口めぐ、千葉恵里、橋本陽菜、本田仁美、向井地美音、村山彩希                                                                            | [ 149 ]   |
| 66 | 1月17日 | 【5か月間（秘）バトル！今夜優勝チーム決定】超天下一HADO会！総合優勝決定戦を制したのは、鬼采配の田口率いる16期「抱きつこうか？」か？17期研究生「Wonderful Love」か？新たなモンスターが覚醒！！                | 岡部麟       | - | （超天下一HADO会 新チーム対抗戦 DAY12） 黒須遥香、鈴木くるみ、田口愛佳、長友彩海、山内瑞葵、山根涼羽、小濱心音、佐藤綺星、橋本恵理子、平田侑希、布袋百椛、山﨑空                                                                                  | [ 151 ]   |
| 67 | 1月24日 | 【チームランウェイ体育祭優勝30分丸ごとご褒美企画】秋の体育祭で優勝した谷口、長友、山田、徳永の【チームランウェイ】がやりたい事を実現するご褒美企画！希望は“豪華な衣装でランウェイを歩きたい”果たして？       | 鈴木くるみ   | 谷口めぐ、徳永羚海、長友彩海、山田杏華（東京都渋谷区・文化服装学院）                                               | - | [ 153 ]   |
| 68 | 1月31日 | 【ほぼ年女が行く！2024開運ツアーin横浜中華街】橋本、福岡、山根、大盛の“ほぼ年女”が横浜中華街で開運ツアーへ！手相で導き出した運勢をもとにさらなる【開運】目指して、絶品マーボー豆腐を食リポ！                 | 長友彩海     | 大盛真歩、橋本陽菜、福岡聖菜、山根涼羽（神奈川県横浜市・横浜中華街）                                               | （AKB48天下一HADO会 〜そして伝説へ〜 ドラフト会議） 大盛真歩、田口愛佳、布袋百椛、山内瑞葵 | [ 156 ]   |
| 69 | 2月7日  | 【ほぼ年女が行く！2024開運ツアーin横浜中華街 後編】橋本、福岡、山根、大盛の“ほぼ年女”が横浜中華街で開運ツアーへ！手相で導き出した運勢をもとにさらなる【開運】目指して、金運アニマル＆女子力UP足つぼに悶絶！  | 水島美結     | 大盛真歩、橋本陽菜、福岡聖菜、山根涼羽（神奈川県横浜市・横浜中華街）                                               | （AKB48天下一HADO会 〜そして伝説へ〜 DAY1） 髙橋彩音、田口愛佳、千葉恵里、谷口めぐ、山内瑞葵、山根涼羽、秋山由奈、迫由芽実、橋本恵理子、布袋百椛、山口結愛、山﨑空                                                                                | [ 159 ]   |
| 70 | 2月14日 | 【柏木由紀愛No．1は誰？バレンタインスイーツ対決】柏木由紀を1番愛しているメンバーは誰？田口、大盛、平田、水島がガチゆきりん愛を語る！＆愛を込めたバレンタインスイーツを作成！柏木はどのスイーツ選ぶのか？     | 八木愛月     | 大盛真歩、柏木由紀、水島美結、田口愛佳、平田侑希                                                                   | （AKB48天下一HADO会 〜そして伝説へ〜 DAY1） 髙橋彩音、田口愛佳、千葉恵里、谷口めぐ、山内瑞葵、山根涼羽、秋山由奈、迫由芽実、橋本恵理子、布袋百椛、山口結愛、山﨑空                                                                                | [ 161 ]   |
| 71 | 2月21日 | 【山内瑞葵をもっと知りたい！まるごとずっきーSP】ずっきー！ずっきー！ほぼずっきー！ずっきーこと山内瑞葵をもっと知りたい【まるごとずっきー】性格は？踊りたい曲は？何が好物？保育園の先生になったら？などなど。 | 山内瑞葵     | 山内瑞葵 | （AKB48天下一HADO会 〜そして伝説へ〜 DAY2） 岩立沙穂、長友彩海、永野芹佳、橋本陽菜、福岡聖菜、武藤小麟、村山彩希、工藤華純、迫由芽実、畠山希美、水島美結、八木愛月                                                                                | [ 164 ]   |
| 72 | 2月28日 | 【研究生がガチ撮影＆編集！名曲にMVを作ろう！】17期研究生の橋本恵理子持ち込み企画【研究生だけでMVを作ろう！】研究生が歌って踊って撮って編集！動画達人のスゴ技を学びMVのない名曲にオリジナルMVを作成！         | 黒須遥香     | 橋本恵理子、正鋳真優、山﨑空、工藤華純                                                                             | （AKB48天下一HADO会 〜そして伝説へ〜 DAY2） 岩立沙穂、長友彩海、永野芹佳、橋本陽菜、福岡聖菜、武藤小麟、村山彩希、工藤華純、迫由芽実、畠山希美、水島美結、八木愛月                                                                                | [ 166 ]   |
| 73 | 3月6日  | 【地方出身メンバーはじめての東京オトナYOASOBI！】田舎者メンバーが東京のオトナなYOASOBIスポットを巡る！日本一高いビルの33階（秘）ディナー！お台場発の最新ドライブ！新宿2丁目でストレスを大発散！              | 行天優莉奈   | 岡部麟、橋本陽菜、行天優莉奈、谷口めぐ（東京都内）                                                                 | （AKB48天下一HADO会 〜そして伝説へ〜 DAY3） 行天優莉奈、倉野尾成美、佐藤美波、黒須遥香、下尾みう、千葉恵里、徳永羚海、布袋百椛、山内瑞葵、小濱心音、成田香姫奈、平田侑希                                                                          | [ 169 ]   |
| 74 | 3月13日 | 【柏木由紀卒業シングルMV裏側に密着】柏木由紀の卒業シングル「カラコンウインク」MVの裏側に密着！初単独センターの想いと最後のウインクに込められた17年間のアイドル人生に迫る！他メンバーの想いとは？             | 千葉恵里     | - | （63rdシングル『カラコンウインク』MVドキュメンタリー） AKB48選抜メンバー （AKB48天下一HADO会 〜そして伝説へ〜 DAY3） 行天優莉奈、倉野尾成美、佐藤美波、黒須遥香、下尾みう、千葉恵里、徳永羚海、布袋百椛、山内瑞葵、小濱心音、成田香姫奈、平田侑希 | [ 171 ]   |
| 75 | 3月20日 | 【下尾みうをもっと知りたい！丸ごと“たお”SP】たお！たお！ほぼたお！たおこと下尾みうをもっと知りたい【丸ごとたお】性格は？特技は？好きなタイプは？休日の過ごし方は？猫とパンとチャリとたおコラボなどなど。     | 下尾みう     | 下尾みう | （AKB48天下一HADO会 〜そして伝説へ〜 DAY4） 大盛真歩、小栗有以、鈴木くるみ、髙橋彩音、向井地美音、山根涼羽、太田有紀、工藤華純、久保姫菜乃、佐藤綺星、正鋳真優、八木愛月                                                                          | [ 174 ]   |
| 76 | 3月27日 | 【柏木由紀の後継者バトル!?メンバー（秘）関係性SP】メンバーの意外な関係性を大公開！【後継者バトルでバチバチなのは誰と誰？】【禁断の女子会トーク！めっちゃ優しい先輩とは？＆ほろ酔いで思わず本音が！】         | 大盛真歩     | [ 注 63 ] | （AKB48天下一HADO会 〜そして伝説へ〜 DAY4） 大盛真歩、小栗有以、鈴木くるみ、髙橋彩音、向井地美音、山根涼羽、太田有紀、工藤華純、久保姫菜乃、佐藤綺星、正鋳真優、八木愛月                                                                          | [ 176 ]   |

## 放送時間
放送局
| 放送期間                      | 放送日時                                 | 放送局              | 対象地域   | 備考      |
| ----------------------------- | ---------------------------------------- | ------------------- | ---------- | --------- |
| 2022年10月5日 - 2024年3月27日 | 毎週水曜 1:30 - 2:00（火曜深夜）         | テレビ東京（TX）    | 関東広域圏 | 制作局    |
| 2022年12月26日 - 2024年7月1日 | 毎週月曜（初回） 2:35 - 3:05（日曜深夜） | テレビ北海道（TVh） | 北海道     |           |
| 2023年1月17日 - 9月26日       | 毎週火曜 2:05 - 2:35（月曜深夜）         | テレビ大阪（TVO）   | 大阪府     | [ 注 65 ] |

ネット配信
| 配信期間                      | 更新日時         | 配信元               | 備考                               |
| ----------------------------- | ---------------- | -------------------- | ---------------------------------- |
| 2022年10月5日 - 2024年4月3日  | 放送日 17:00配信 | TVer・ネットもテレ東 | 各回配信開始から1週間後の16:59まで |
| 2022年10月5日 - 2023年3月31日 |                  | GYAO!                | 各回配信開始から1週間後の16:59まで |

## スタッフ
- 「ひろゆこ」デザイン：せきぐちあいみ
- カメラ：真田光（#3 - 5・12 - 15・20 - 25・37 - 39・41・44 - 45・50・52・55 - 58・67・71・73・75）、今田道彦（#12 - 15・21 - 22・67）、小宮巧輝（#29 - 30・33 - 34・62 - 65、#1 - 3・8 - 11・31 - 32はAD）、下村哲郎（#42 - 43・53 - 54・73、#20 - 23は照明）、土井一真（#49・59 - 61）、坂本祐介（#55 - 58・70）、菊島政之（#55 - 58・71 - 72・75）、長野幸平（#59 - 61）、大塚孝輔（#62 - 65・68 - 69・76）、山下貴之（#62 - 65・76）、谷口知己（#70・76）、阪本祐介（#76）
- 音声：林紘子（#44 - 45・50・52 - 58・67・70 - 71・73・75 - 76）、大井剛（#62 - 65・68 - 69・76）、箕浦耕平（#62 - 65・76）、池田陽司（#72）
- 編集：峯翔大（#6・12・20・31 - 35・37・39・41 - 46・48・50・52・55 - 67・73・75）、池田澪（#44・51 - 52・54 - 67・72 - 73・75）、寺田直弘（#68 - 71・76）、小波津崇王（#68 - 71・76）、田中裕也（#72 - 73）、阿部公一（#74）、出口皓太（#74）
- MA：金城徹（#2・4 - 5・7 - 10・14 - 19・21 - 23・36 - 37・47・59 - 60・66 - 67）、田村佑資（#3・6・28・30・32・34 - 35・38 - 39・41・44・51 - 52・74 - 75）、森司朗（#26・33・43・45・50・54 - 55・57 - 58・62 - 65・71・76）、洪智英（#6・61）、長堀真琴（#68 - 69）、奴賀貴幸（#70・72）、大脇唯矢（#73）
- 音効：鏑木太郎
- 技術協力：ジーリンクスタジオ
- 協力：meleap（#54 - 66・68 - 69・71 - 76）
- 撮影協力：足立区（#71 - 72・75）、ドコモ・バイクシェア（#75）
- 衣装協力：LucyPop（#14 - 15・42 - 43・62 - 64・72）
- AD：石山匠（#17 - 63・65 - 68 - 73・76、#64・74 - 75はディレクター）、稲村優（#29 - 30・73）、兒玉光弘（#39 - 75、#76はディレクター）、中村梨奈（#53 - 58・62 - 65・67）、寺西智紀（#55 - 58・73）
- ディレクター：藤井正幸（#27 - 30・64、#31 - 34はカメラ）、山口和也（#34 - 36・39・41・55 - 58・62 - 65、#1 - 5はプロデューサー、#8 - 23・50・52はAP、#2 - 7・46 - 48・51・59 - 61・68 - 69はカメラ）、高田裕斗（#35 - 36・40・46・64 - 65、#21 - 22・24 - 27は演出補、#12 - 15・20・23はAD）、池田日向（#55 - 59）、柿木優輝（#55 - 58・61 - 63）、村松佑亮（#71）
- 演出・ディレクター：蓑茂健太郎（演出→#44・52・62 - 63・72、ディレクター→#44 - 45・50・52 - 58・62 - 65・72 - 73）、金澤忠延（演出→#45 - 46・55 - 56・64 - 65・73・76、ディレクター→#44 - 46・55 - 58・62 - 65・67・72 - 73・76）、坂田朋久（演出→#49・51・54・59・67・69・74 - 75、ディレクター→#2 - 3・12 - 15・22 - 23・25・30・34・36・39 - 41・49・51・53 - 54・56・58 - 69・74 - 76、#24・27・31・35はチーフディレクター、#46 - 48はカメラ）、中尾阿実（演出→#60・70、ディレクター→#59 - 61・70・74 - 76）、濱口賢治（演出→#61、ディレクター→#60 - 61）、中野成美（#66）、田邊諒（演出→#68、ディレクター→#62 - 65・68 - 69）、杉浦裕樹（#71）
- プロデューサー：荻野和人（テレビ東京、#27 - 76）、高城あずさ（#59 - 76）
- チーフプロデューサー：星俊一（テレビ東京）
- 制作協力：Television Field
- 製作著作：テレビ東京

### 過去のスタッフ
- カメラ：石川泰之（#1）、上江洲佑弥（#2 - 3）、田中信也（#5 - 7）、加藤正純（#15 - 19）、福田浩士（#17 - 36・38 - 39）、嘉藤道彦（#20）、古川祥行（#21）、平藤李子（#21 - 30）、後藤俊輔（#28）、小瀧裕之（#29 - 30）、松尾俊一郎（#32 - 34）、朴玉景（#35 - 36・38 - 39）、松島恭大（#40）、鈴木あゆ（#40）、張淳安（#51）
- 音声：染谷一輝（#1）、鈴木優季（#2 - 3）、酒井亜耶（#3 - 5・12 - 15・21 - 25・39・41）、越中丈司（#8 - 12）、若松宏美（#15 - 19）、石田崇（#20 - 23）、澤田茉里（#21）、栃木光信（#28）、本田和彦（#32 - 34）、古賀公章（#42 - 43）、今野健（#55 - 58）
- 照明：村地英樹（#12 - 15）、三宅一充（#12 - 15）
- 編集：松村佳明（#1 - 15・17 - 19・21 - 25）、木下凌希（#1・5）、田口裕也（#1）、香取小侑（#1）、廣瀬佑大（#2）、関竜弥（#3 - 4・8・11・14・17 - 18・23 - 38・40 - 43・53）、李公煕（#4）、酒井駿平（#4）、藤河優（#5）、山口修司（#5）、横田玲（#6）、高橋愛奈（#7・16）、永井大翔（#9 - 10）、佐藤雄紀（#13・19・53）、西野彩花（#15）、岡田しのぶ（#16）、石田翼（#20）、相良将吾（#21・26・29）、忍田崚介（#22）、後藤美里（#27 - 28）、中原千夏（#30）、島津凛音（#36・38）、望月翔平（#39）、上川原凌（#40）、齋藤めいみ（#47）、須藤彩友美（#49）、小倉涼花（#51）、大島拓也（#54）
- MA：内山祐希（#1・53）、熊井明子（#5・31・56）、岸本権人（#11・49）、山本倫緒（#12・25）、志村哲央（#13・27・46・48）、阿世知貴彦（#20）、川端千尋（#24・29）、窪井皓之助（#30・33 - 35・37 - 39・41・45）、山田謙一（#40）、松尾隆裕（#42）、堀戸健甫（#44・46・51 - 52）
- 技術協力：ザ・カラーズ（#1）、麒麟スタジオ（#4）
- 衣装協力：DAIWA（#32 - 33）、LOGOS（#39）、ギャレックス株式会社（#55 - 58）、CULTURAL LAB.（#67）
- 撮影協力：方南町お化け屋敷オバケン（#44）
- AD：及川なぎさ（#1・3 - 19）、高橋冬斗（#2）、織田佑郁（#3 - 19）、室井恭輔（#53 - 54）、町田裕斗（#55 - 58）、細川大輔（#55 - 58）
- ディレクター：浜英之（#1・5 - 12・15 - 19）、永良進也（#7・32 - 34・38・42 - 43・53 - 54）、杉崎裕（#20 - 21・24・40、#26・30・36はチーフディレクター）、倉田倫直（#25 - 27・29 - 30、#1 - 24・28・31 - 39はCAD、#40 - 43はカメラ）、関谷優作（#41 - 45・47 - 48）、源田陽介（#49・51 - 53）
- 演出・ディレクター：西岡奈美（演出→#47・57、ディレクター→#46 - 47・55 - 58）、新谷辰雄（#48）、後藤岳陽（演出→#50、ディレクター→#32・34・40・50・52、#33はチーフディレクター、#51はカメラ）、畠山拓真（#58）
- プロデューサー：神山祐人・松澤啓（以上テレビ東京、神山→#1 - 26、松澤→#22 - 26）、植原孝頼（テレビジョンフィールド、#1 - 16・25 - 27）、土井一弘（#16 - 58、#22 - 41は演出兼務、#1 - 4・8 - 19はディレクター、#5 - 7・20 - 21はチーフディレクター、#17 - 19はカメラ兼務）
- 総合演出・プロデューサー・カメラ：高橋弘樹（テレビ東京 (当時) 、総合演出・プロデューサー→#1 - 21、カメラ→#1・3 - 21）
- チーフプロデューサー：伊藤隆行（テレビ東京、#1 - 26）